# Eclipsi solar de l'1 juliol del 2057
Un eclipsi solar anular es produirà l'1 de juliol del 2057. Un eclipsi solar es produeix quan la Lluna passa entre la Terra i el Sol, enfosquint totalment o parcialment la vista de la Terra del Sol. Un eclipsi solar anular es produeix quan el diàmetre aparent de la Lluna és més petit que el del Sol, fent que el Sol per semble un anell, bloquejant la majoria de la llum del Sol.